# William Nicol
William Nicol, född 18 april 1770 i Humbie (East Lothian), Skottland, död 2 september 1851, Edinburgh, Skottland, var en skotsk geolog och fysiker. Han uppfann 1828 ett prisma, efter honom benämnt Nicols prisma eller nicol, vilket blev ett viktigt redskap för alstrande och analys av polariserat ljus.

## Biografi

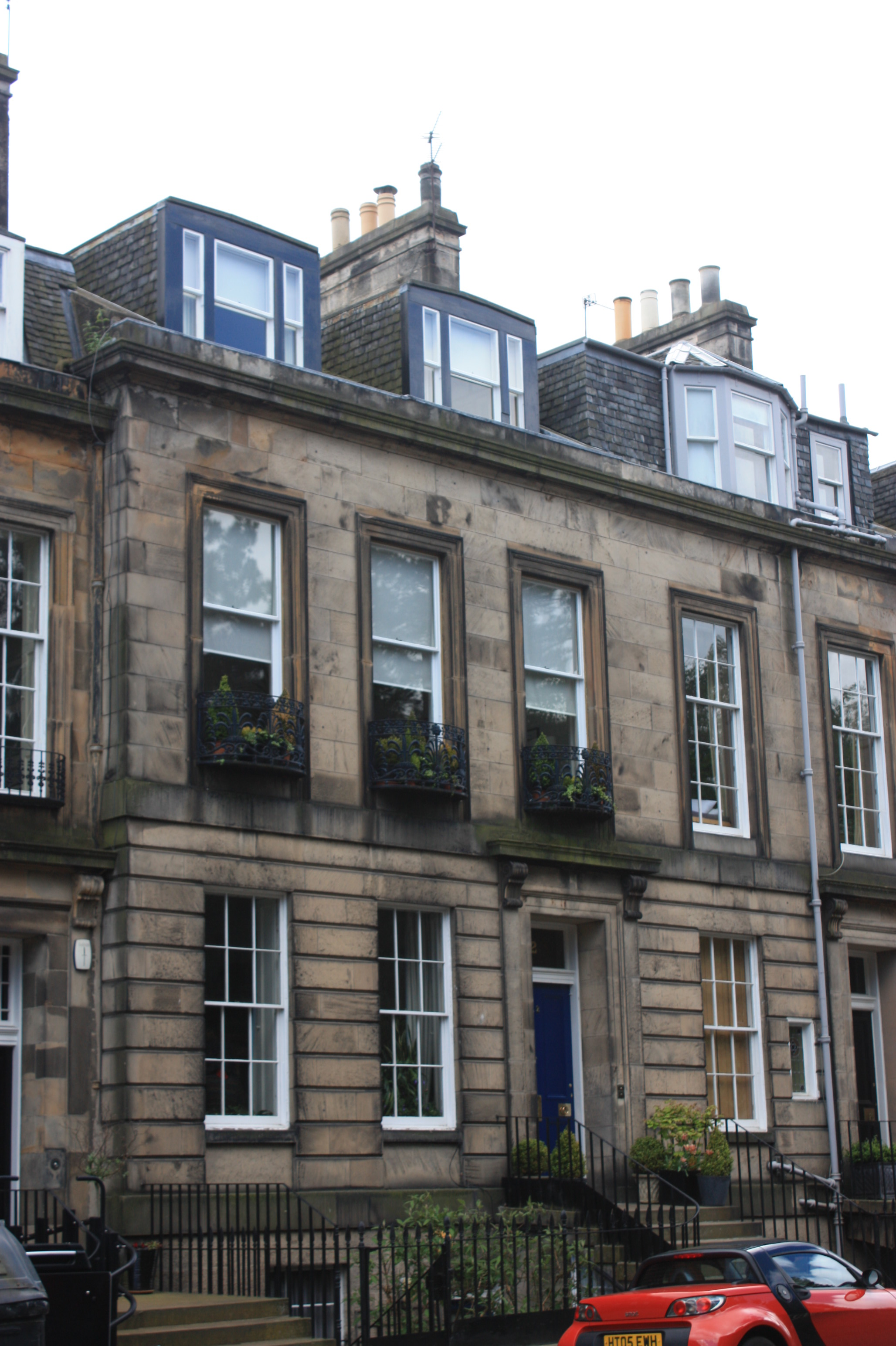
Nicols hus, 12 Inverleith Terrace, Edinburgh

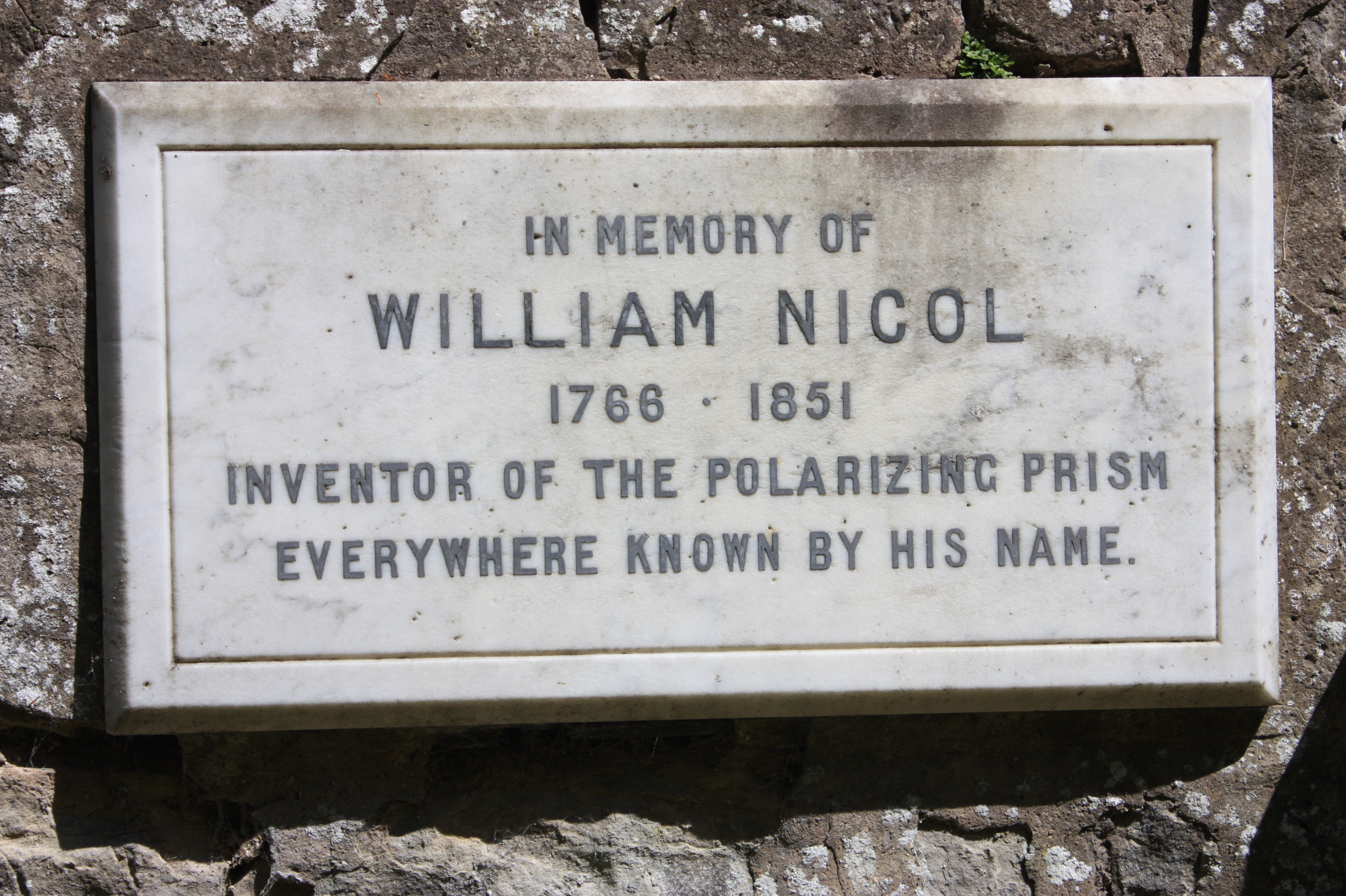
Minnestavla för William Nicol, Warriston Cemetery

Nicol var son till Walter Nicol och Marion Fowler. Enligt församlingsregistret döptes han den 18 april 1770. Några källor anger hans födelseår som 1768, andra (inklusive hans gravsten) anger 1766.
Nicol dog i sitt hem, 4 Inverleith Terrace i Edinburgh (nu omnumrerad 12 Inverleith Terrace), och begravdes på Warriston Cemetery. Hans begravningsplats är nu markerad med en plakett på östra muren, norr om den förseglade östra porten.

## Vetenskapligt arbete
Nicol började som medhjälpare till sin farbror, Henry Moyes, en kringvandrande föreläsare om naturfilosofi vars blindhet krävde hjälp med hans kemi- och optikdemonstrationer. Nicol, som efter att själv ha blivit en populär föreläsare inom området på universitetet i Edinburgh, slog sig ned i Edinburgh för att leva ett mycket tillbakadraget liv. Förutom prismat som bär hans namn genomförde han omfattande studier av vätskeinneslutningar i kristaller och den mikroskopiska strukturen hos fossilt trä. Han publicerade dock inte något av sina forskningsresultat förrän 1826.
Nicol framställde sitt prisma genom att dela en parallellepiped av islandsspat (en naturligt förekommande, transparent kristallin form av kalciumkarbonat) längs dess kortaste diagonal och sedan fästa de två halvorna tillsammans med kanadabalsam. Ljus som kommer in i prismat reflekteras i två strålar, varav en framträder som planpolariserat ljus. Nicolprismat underlättade kraftigt studien av refraktion och polarisering, och användes senare för att undersöka molekylära strukturer och optisk aktivitet hos organiska föreningar.
År 1815 utvecklade Nicol en metod för att förbereda extremt tunna sektioner av kristaller och stenar för mikroskopiska studier. Han kom på planen att skära delar av fossilt trä, för att avslöja dess minsta mineralstrukturer under ett mikroskop. Han tog en skiva från provet för att studera, slipade den helt platt, polerade den och fäste den med hjälp av kanadabalsam på en bit planglas. Den exponerade ytan av skivan slipades sedan ner, tills provbiten reducerades till ett tunt genomskinligt till genomsynligt skikt som anbringats på glasskivan och den erforderliga graden av transparens erhölls. Hans teknik för att göra tunna sektioner gjorde det möjligt att se mineralprover genom genomstrålat snarare än reflekterat ljus och gjorde det därför möjligt att se mineralernas inre strukturer. Nicol förberedde ett stort antal skivor av fossilt och färskt trä. Många av dessa beskrevs av Henry Witham i hans Observations of Fossil Vegetables (1831), till vilken Nicol bidrog med den första publicerade redogörelsen för processen.
När Nicol dog överlämnades hans instrument och preparat till Alexander Bryson, som gav många tillägg till samlingarna och gjorde många tunna skivor mineraler och stenar i syfte att visa håligheterna som innehåller vätska, som hade beskrivits långt tidigare av David Brewster och Nicol.

## Utmärkelser och hedersbetygelser
- Medlem av Royal Society of Edinburgh
- Fellow of the Chemical Society

[Redigera Wikidata]
Dorsum Nicol på månen är uppkallad efter honom.